# Košetice (starý zámek)
Starý košetický zámek stojí na okraji obce Košetice v okrese Pelhřimov, naproti novému zámku. Nedaleko nich stojí kostel sv. Jana Křtitele. Od roku 1963 je chráněn jako kulturní památka.

## Historie
První písemná zmínka o Košeticích pochází z roku 1352. V roce 1596 se košetický statek osamostatnil. Jako majitel je uváděn Mikuláš Beřkovský ze Šebířova, jenž na místě dnešního starého zámku vystavěl renesanční tvrz, v obci již třetí. V roce 1667 přešel do majetku Karla Parise z Lodronu, jenž ji rozšířil. Od druhé poloviny 17. století docházelo k rychlému střídání majitelů, dokud tvrz v roce 1725 neodkoupil Josef Jaroslav Věžník. Ten ji nechal přestavět na barokní zámek. Po jeho smrti v roce 1740 docházelo opět k rychlému střídání vlastníků. Roku 1787 panství zakoupil Antonín Mořic z Böhmu, který jej nechal o tři roky později opravit. Böhmové jej v roce 1848 prodali Josefu Stanglerovi, který v 60. letech 19. století provedl rozsáhlé úpravy okolí zámku, při nichž zrušil i park. Roku 1910 jej zakoupil politik Karel Prášek a přestavěl jej v duchu secese do současné podoby. V roce 1949 přešel do vlastnictví státu a byl přestavěn pro potřeby školy. V současné době je objekt nevyužívaný a chátrá. Památka je ohrožena především kvůli nejasnostem ohledně jejího budoucího využití a také nečinností jejího současného vlastníka. Některé hospodářské budovy v rozsáhlém areálu jsou v havarijním stavu zámecký park je zdevastovaný a z parčíku před zámkem zmizely hodnotné sochy.

## Dostupnost
Zámek je pro turisty dostupný po modré turistické značce od Košetické obory, která dále pokračuje směrem na Křelovice. Od centra města pak přichází zeleně značená turistická stezka pokračující okolo nového zámku směrem na Krasolesí.